# Ángel Vázquez Molina
Antonio Ángel Vázquez Molina (Tànger, 3 de juny de 1929 – Madrid, 25 de febrer de 1980) va ser un escriptor espanyol.

## Vida
Fill d'Álvaro Vázquez, cambrer, de probable origen malagueny, de qui es tenen poques dades però de qui se sap que va maltractar el seu fill; i Marieta Molina, figura coneguda al Tànger de l'època a causa de la seva regència d'una distingida botiga de barrets del carrer Siaghin, a la medina antiga de la ciutat. Sembla que allí va ser on tant ella com el seu fill Ángel van aprendre la haketia parlada entre els jueus d'origen espanyol al nord del Marroc, i que apareix en les seves obres (especialment en La vida perra de Juanita Narboni). Va abandonar els seus estudis en 1947 a causa de problemes econòmics, després d'haver estudiat en tres escoles: italiana, francesa i espanyola. A partir de llavors es converteix en autodidacta.
Va treballar en l'oficina d'un hebreu hongarès emigrat d'Europa; va passar un temps com a venedor en la Librarie des Colonnes (encara avui oberta, al Boulevard Pasteur de Tànger); va col·laborar amb el Diari España, que més tard fou dirigit per Eduardo Haro Tecglen.
Va ser amic d'Emilio Sanz de Soto, amb qui va compartir amistat fins a la seva defunció, Paul Bowles i especialment de la dona d'aquest, Jane Bowles, amb qui va compartir festes a casa seva, acompanyats de la més alta classe tangerina, en la que va ser la millor època de Tànger. La seva situació es va agreujar conforme s'acostava la independència del Marroc, que s'imposaria definitivament a Tànger, sobre el seu estatut previ internacional, l'any 1959. Els problemes econòmics i la seva addicció a l'alcohol el van obligar a abandonar casa seva.
El 1962 va rebre el Premi Planeta (després del canvi del primer veredicte del jurat) per Se enciende y se apaga una luz, la seva primera obra publicada. Finalment només publicaria dues novel·les més i nou contes.
Poc després moren la seva àvia i després d'ella la seva mare, ambdues dependents d'ell, malaltes i amb problemes de salut mental. Va tornar a la Península el 1965 i, abans d'establir-se a Madrid, va treballar en el cens de l'Ajuntament de Jubrique (Màlaga).
El dia abans de morir va cremar dues novel·les que havia estat incapaç d'acabar. Aquesta mateixa nit va morir d'una crisi cardíaca, sol i alcoholitzat en una pensió de Madrid, al carrer Atocha 98, que Vázquez coneixia com «la mansió de Drácula». José Manuel Lara pagaria les despeses del seu enterrament, en nom de l'Editorial Planeta, i va ser considerat llavors com «l'últim escriptor maleït d'Espanya». La seva obra va ser elogiada per Juan Goytisolo i per Alejo Carpentier, entre d'altres.

## Obra

### Novel·les
- Se enciende y se apaga la luz, Barcelona: Planeta 1962.
- Fiesta para una mujer sola, Barcelona: Planeta, 1964.
- La vida perra de Juanita Narboni, Barcelona: Planeta, 1976. Barcelona: Seix Barral, 1982.

### Contes publicats
- El pájaro multicolor
- La hora del té
- El cuarto de los niños
- Oliva
- Reuma
- El hombre que se enamoró de Bette Davis
- Un pequeño esfuerzo
- Julio Ramis, el pintor escondido
- Los inocentes del invernadero
- Las viejas películas traen mala pata